# 小行星8093
小行星8093（英語：8093）是一颗围绕太阳公转的小行星。1992年10月25日，川里信弘在上野原市发现了此天体。
这颗小行星的绝对星等为338.91943等。